# Hanson (Massachusetts)
Hanson è un comune degli Stati Uniti d'America facente parte della contea di Plymouth nello stato del Massachusetts.